# Ratsdenkelbuch
Das Bremer Ratsdenkelbuch ist ein mittelalterliches Amtsbuch. Angelegt 1395 auf Vorschlag des Ratsherrn Hinrich von der Trupe mit  Unterstützung des Ratsherrn und Bürgermeister Friedrich von Walle endet es 1519.

## Inhalt
Das Ratsdenkelbuch enthält unter anderem Eintragungen über Rechnungen, das Einkunftsregister, Schuldverschreibungen, Verträge, Gelübde sowie chronologische Aufzeichnungen des Bremer Rates. Wertvoll sind die Mitteilungen über den Bau des Bremer Rathauses. Bedeutsam sind die Eintragungen zum Bremer Stadtrecht; eine Abschrift von 147 Verordnungen und Satzungen von 1450 sind erhalten in einem Artikel mit der Überschrift De olde kundich breff. Später wurde diese Überschrift durch „oder Rulle“ ergänzt. Dieser Artikel ist der älteste überlieferte Wortlaut der Kundigen Rolle, niederdeutsch „Kundige Rulle“. Als eigenständiges Schriftstück ist diese erst in der 1489 begonnenen Version erhalten. bzw. „Kundige Rolle“ bezeichnet. 
Eine zeitliche oder sachliche Ordnung ist beim Ratsdenkelbuch nicht immer sichtbar. Eine auch tendenziöse Bearbeitung des Ratsdenkelbuches, insbesondere von Bürgermeister Johann Hemeling (um 1358–1428) zur Reichsfreiheit von Bremen, fand statt. 

### Das Denkelbuch
Das Denkelbuch – auch Denkbuch genannt – des Bürgermeisters Daniel von Büren der Ältere als Chronik bremischer Ereignisse, Denkwürdigkeiten und Bräuche. Erhalten sind die Aufzeichnungen von 1490 bis 1525; vermutlich umfasste das ursprüngliche Werk jedoch einen größeren Zeitraum.